# Nicola Masini
Nicola Masini (1965) es un científico italiano del Consiglio Nazionale delle Ricerche (CNR), conocido por su trabajo en la investigación de civilizaciones andinas en Perú y Bolivia usando tecnologías espaciales y teledetección,

## Biografía
Ingeniero, investigador del CNR desde 1995, científico senior del CNR-IBAM desde 2003, su interés científico dominante se ha centrado en la aplicación y el desarrollo de nuevos métodos de la investigación arqueológica integrando teledetección por satélite , LiDAR y prospección geofísica. Desde el año 2007 es Director de la Misión Italiana de Arqueogeofísica (ITACA) en Perú. Del 2007 al 2016 dirigió varias investigaciones científicas en el centro ceremonial de Cahuachi en Nasca, Pachacamac, Tiwanaku, Machupicchu, Chankillo y varios sitios arqueológicos de la provincia de Nasca y Lambayeque. Los resultados más notables de la Misión ITACA han sido el descubrimiento de un asentamiento en el lecho del río Nasca , algunos hallazgos en templos de Cahuachi , el monitoreo de saqueos arqueológicos en el sur y norte del Perú, la reconstrucción del antiguo sistema de canalización del agua en Pachacamac y el estudio de la relación espacial y funcional entre los geoglifos de la Pampa de Atarco y las pirámides de Cahuachi.
Por último, en Machupicchu, las investigaciones realizadas entre 2017 y 2019 han permitido reconstruir el paisaje anterior a la construcción del complejo monumental inca. En particular, se descubrió la presencia de un reservorio debajo de la Plaza Principal, que posteriormente fue utilizado como cantera para extraer los bloques de roca de granito con los que se construyeron los andenes y las primeras estructuras arquitectónicas. 

## La investigación actual
Su interés científico se centra en la aplicación y desarrollo de metodologías para la conservación del patrimonio cultural y la investigación arqueológica, a través del uso de  tecnologías espaciales,  diagnósticos no invasivos y la geofísica con una visión interdisciplinaria.

## Publicaciones científicas

### Libros
Masini N., Soldovieri F. (Eds), Sensing the Past. From artifact to historical site. Springer International Publishing, 2017
Lasaponara R., Masini N., Orefici G. (Eds). The Ancient Nasca World New Insights from Science and Archaeology. Springer International Publishing, 2016, doi: 10.1007/978-3-319-47052-8
Lasaponara R., Masini N. 2012, Satellite Remote Sensing: a new tool for Archaeology, Springer, Verlag Berlin Heidelberg, ISBN 978-90-481-8800-0, http://www.springer.com/la/book/9789048188000.

### Artículos científicos
Masini N., Rizzo E., Lasaponara R. 2009a. Teledeteccion e Investigaciones geofísicas en Cahuachi : primeros resultados. In Nasca. El Desierto de los Dioses de Cahuachi, Graph Ediciones, Lima, pp. 250–277
Masini N., Lasaponara N., Orefici G. 2009b, Addressing the challenge of detecting archaeological adobe structures in Southern Peru using QuickBird imagery, Journal of Cultural Heritage, 10S, pp. 3–9.
Lasaponara R., Masini N., Rizzo E., Orefici G. 2011. New discoveries in the Piramide Naranjada in Cahuachi (Peru) using satellite, Ground Probing Radar and magnetic investigations, Journal of Archaeological Science, 38, 2031-2039, http://dx.doi.org/10.1016/j.jas.2010.12.010
Lasaponara R., Masini N. 2014. Beyond modern landscape features: New insights in the archaeological area of Tiwanaku in Bolivia from satellite data. International Journal of Applied Earth Observation and Geoinformation, 26, 464–471, http://dx.doi.org/10.1016/j.jag.2013.09.00.
Masini N., Orefici G. et al. 2016. Cahuachi and Pampa de Atarco: Towards Greater Comprehension of Nasca Geoglyphs. In: The Ancient Nasca World New Insights from Science and Archaeology. Springer International Publishing, 2016, pp. 239-278, doi: 10.1007/978-3-319-47052-8_12
Masini, N.,Lasaponara, R.2019. Satellite and close range analysis for the surveillance and knowledge improvement of the Nasca geoglyphs. Remote Sensing of Environment, 236, Article number 111447
Masini, N., Romano, G., Sieczkowska, D., Capozzoli L., Spizzichino D., Gabellone F., Bastante J., Scavone M., Sileo M., Abate N., Margottini C., Lasaponara R. Non invasive subsurface imaging to investigate the site evolution of Machu Picchu. Scientific Reports,  13, 16035 (2023). https://doi.org/10.1038/s41598-023-43361-x